# ヴィエラン・シムニッチ
ヴィエラン・シムニッチ（クロアチア語: Vjeran Simunić、1953年4月26日 - ）は、クロアチア（旧ユーゴスラビア）の元サッカー選手、サッカー指導者。ポジションはゴールキーパー。NKヴォディツェ監督。